# 卵巢旁体
卵巢旁体（英語：paroophoron）位于卵巢冠与子宫之间的子宫阔韧带内，是残存于输卵管系膜中的中肾管和中肾小管的残余组织，与男性副睾同源。
该结构以威尔士解剖学家戴维·约翰逊 (David Johnson) 的名字命名，他最初在威尔士阿伯阿伯里斯特威斯威尔斯大学描述了该结构。